# Tommy Stroot

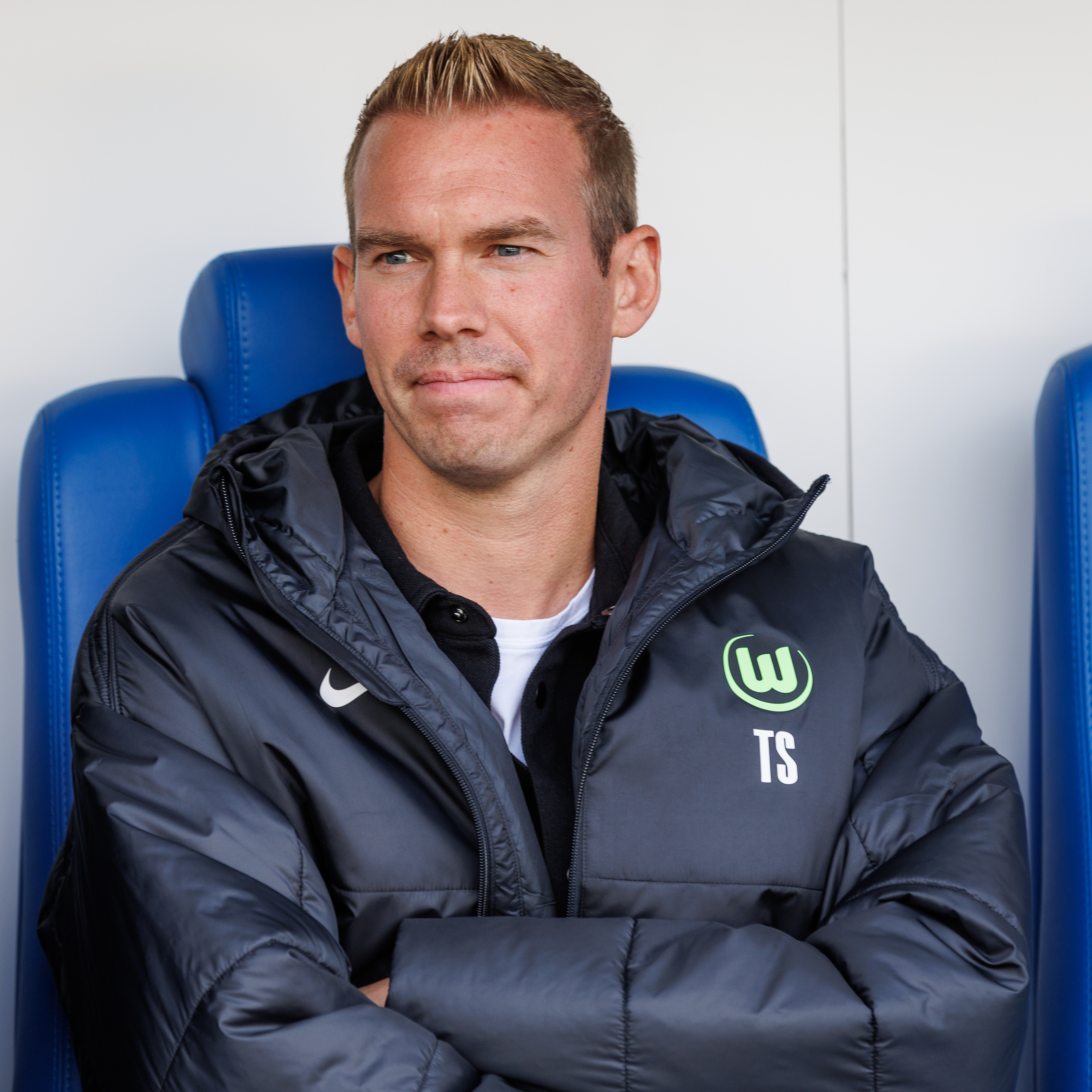
Stroot (2024)

Tommy Stroot (* 24. Dezember 1988 in Nordhorn) ist ein deutscher Fußballtrainer.
Als Spieler war Tommy Stroot für seinen Heimatverein SV Grenzland Twist aktiv. Im Seniorenbereich verbrachte er noch zwei Jahre als Amateur in den Niederlanden bei V.V. Schoonebeek im Nieuw-Schoonebeek.
Schon während seiner Jugendzeit in Twist übernahm er als 14-Jähriger erste Traineraufgaben im Nachwuchsbereich. Darüber entstand auch der Kontakt zum benachbarten Frauenfußballverein FSG Twist, der in der Regionalliga Nord spielte. Dort wurde Stroot, immer noch Jugendlicher, Co-Trainer. Parallel schloss er eine Ausbildung als Physiotherapeuten ab.
Mit 18 Jahren wechselte er zu Victoria Gersten, dem Verein, der 2010 mit seiner Frauenabteilung zum SV Meppen übertrat. Hier betreute Stroot die U17-Juniorinnen, mit denen er die Qualifikation zur B-Juniorinnen-Bundesliga schaffte.
2013 übernahm Stroot dann die Frauenmannschaft des SV Meppen, mit der er drei Jahre lang in der 2. Bundesliga spielte. Danach wechselte er 2016 in die Niederlande zum FC Twente Enschede. Dieses Team führte er 2019 und 2021 zur Meisterschaft in der Eredivisie. Im Sommer 2021 kehrte Stroot nach Deutschland zurück und trat beim VfL Wolfsburg die Nachfolge von Stephan Lerch an. Mit dem VfL wurde er in der Saison 2021/22 Deutscher Meister sowie 2022,  2023 und 2024 Pokalsieger.
Im September 2024 verlängerte er seinen Vertrag bis 2027. Am 1. April 2025 gab er jedoch bekannt, dass er den VfL Wolfsburg mit sofortiger Wirkung verlässt.